# Machipanda
Machipanda est une ville du Mozambique, située dans le district de Manica, province de Manica, à la frontière avec le Zimbabwe.

## Transport
La ville est l'une des plus importantes gare ferroviaire de la ligne chemin de fer Beira-Bulawayo, qui relie Beira à Harare, la capitale du Zimbabwe,.